# Guadalquivir (Band)
Guadalquivir war eine spanische Fusion-Band, die zwischen 1977 und 1983 aktiv und im Bereich des Flamenco-Rock stilprägend war.

## Geschichte
Die in Madrid entstandene Gruppe wurde von den Gitarristen Luis Cobo (auch bekannt als Manglis) und Andrés Olaegui initiiert und geleitet. Weitere Gründungsmitglieder waren Pedro Ontiveros (Saxophone und Flöte), Jaime Casado (Bass) und Larry Martin (Schlagzeug). Ein erster erfolgreicher Auftritt war auf dem Festival de Rock in Móstoles.
Zunächst unter Vertrag bei EMI veröffentlichte Guadalquivir 1978 ein erstes gleichnamiges Album, das von den Kritikern sehr gut aufgenommen wurde und ihnen einige Tourneen durch Spanien ermöglichte. Eines der Lieder von diesem Album, Baila Gitana, wurde häufig in den Radiocharts gespielt. Ihr zweites Album, Camino del concierto ist stärker auf Jazz-Rock ausgerichtet. Beim dritten Album, Después del silencio, auf dem die Band dem verstorbenen Trianamusiker Jesús de la Rosa huldigen, waren Cobo und Ontiveros ausgeschieden; die Arrangements setzen nun Keyboards in ausgeprägter Weise ein. Auf diesem Album sowie in den Konzerten ihrer letzten Tourneen, auch in Mitteleuropa, waren Jorge Pardo und Jaime Muela auf Flöte und Saxophon zu hören. An ihren Alben waren auch die Musiker Josep Mas Kitflus, Rubem Dantas, Manuel Marinelli (Keyboarder von Alameda), Pedro Ruy-Blas, Tito Duarte und der Flamenco-Gitarrist Diego Carrasco beteiligt.
Guadalquivir hatte erheblichen Einfluss auf andere spanische Bands des Genres wie „Tío Paco“ (zu der auch der Gitarrist Nono García gehörte), die Band „Vega“ des Gitarristen Tomás Vega aus Badajoz, „Cai“ um den Pianisten Chano Domínguez oder die Gruppe „Aljarafe“.

## Diskographie
- Guadalquivir (EMI-Harvest, 1978)
- Camino del concierto (EMI-Harvest, 1980)
- Después del silencio (Caskabel, 1983)
- Guadalquivir 40 Aniversario  (Guadalquivir, 2019)